# Miasto Boga (powieść)
Miasto Boga (Cidade de Deus) – jest powieścią napisaną przez Paula Lins w 1997 roku. Opowiada o trzech młodych chłopcach i ich życiu w Cidade de Deus (Mieście Boga), faweli w zachodniej części Rio de Janeiro, gdzie dorastał Paulo. W 2002 roku na podstawie książki został nakręcony film o takim samym tytule.